# Zacios (myślistwo)

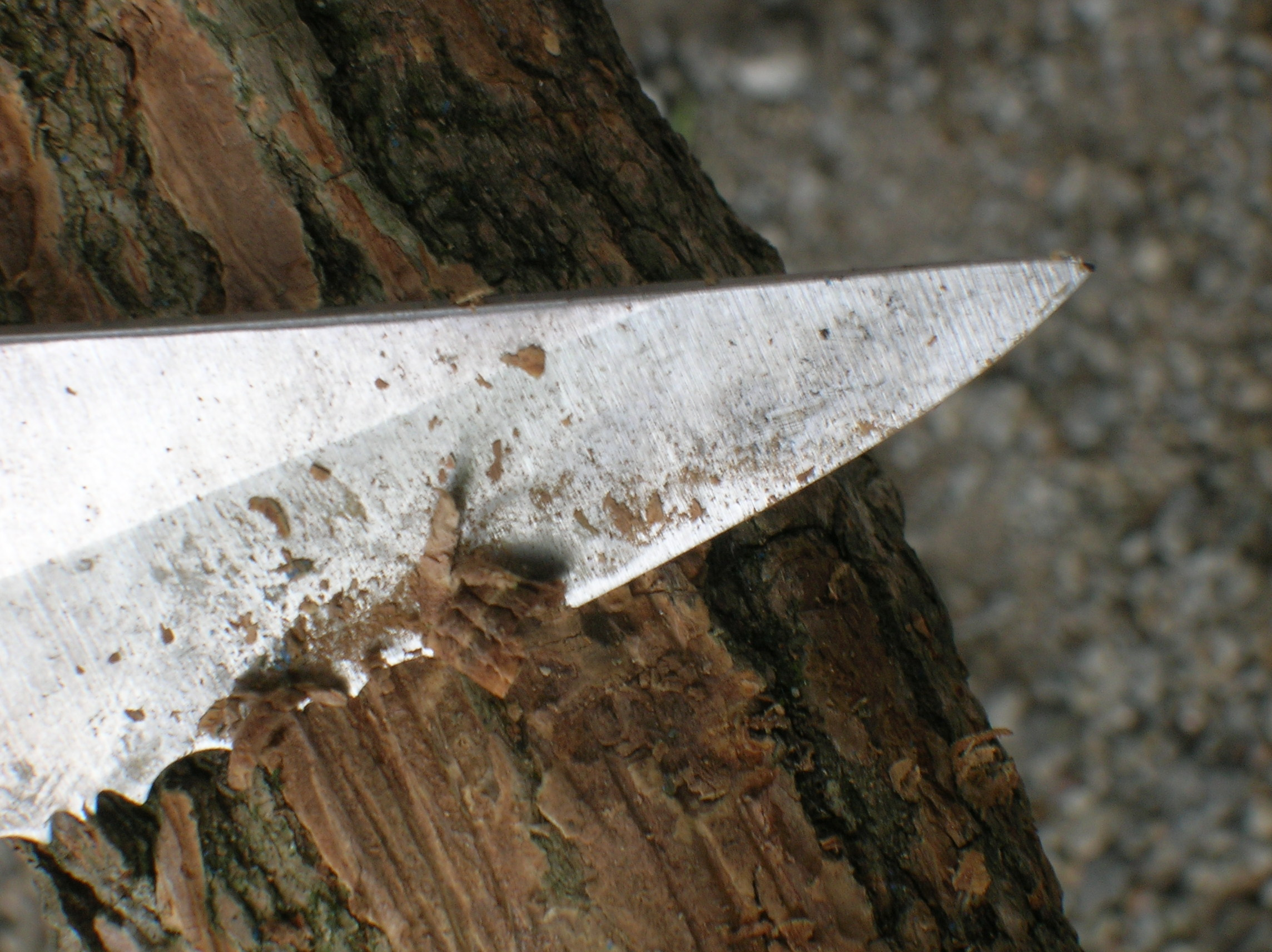
Zdejmowanie kory nożem

Zacios – w myślistwie: znak rozpoznawczy wycięty nożem myśliwskim na drzewie; w leśnictwie: określenie na oznaczenie drewna poprzez miejscowe zdjęcie kory.